# E6B Flight Computer
El E6B Flight Computer o Whiz Wheel Es una regla de cálculo metálica, conocida como "whiz wheel ", y muy utilizada en aviación militar.

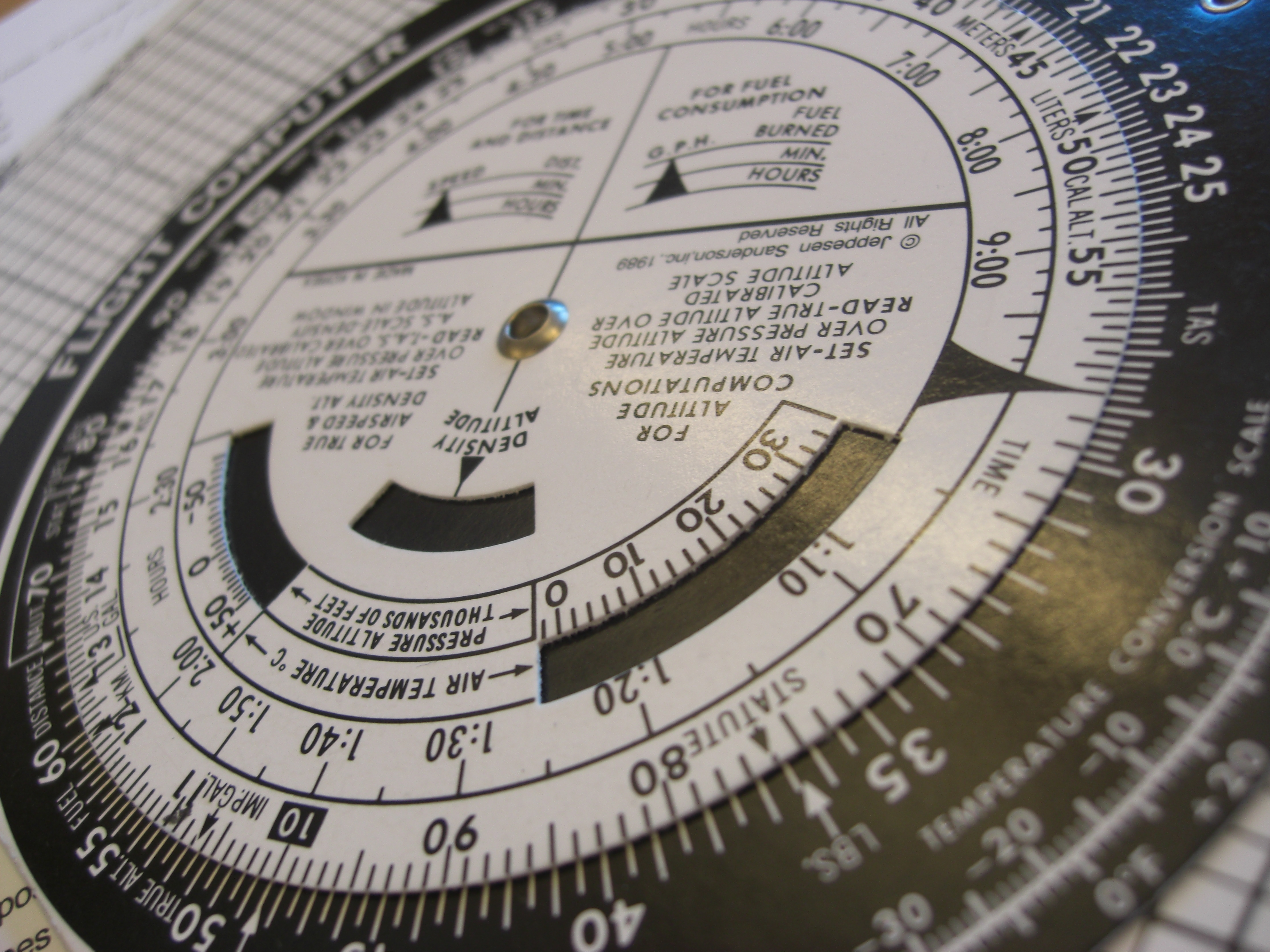
E6bcardboard

La parte frontal es una regla circular de cálculo logarítmica que realiza multiplicaciones y divisiones, dicho con otras palabras, permite realizar reglas de tres. La parte posterior está diseñada para los cálculos de corrección del viento, es decir, la determinación de cuánto el viento está afectando a la propia velocidad y rumbo, para poder corregirlo.
Hasta hace unos años, estas reglas o "computadoras de vuelo" se utilizaban durante el planeamiento del vuelo en tierra, para calcular el tiempo en ruta, la hora estimada de llegada (ETA), el tiempo estimado en ruta (ETE), la corrección del viento, el consumo de combustible, etc. Además, durante el vuelo permitían actualizar la información y calcular la velocidad real respecto al suelo (GS), el consumo real de combustible, actualizar la hora de llegada estimada (ETA), etc.
Hoy en día, si se utilizan, es para enseñanza o instrucción, porque ya se encuentran sitios en internet que hacen estos cálculos para los navegantes o pilotos. En vuelo estos equipos ya han sido sustituidos por instrumentos digitales.

## E6B hoy
A medida que los teléfonos inteligentes y las tabletas cada vez más y más disponible, se crean diferentes aplicaciones y sitios web para los cálculos E6-B. Estas nuevas tecnologías pueden dibujar los resultados del cálculo y marcar componentes y velocidades de viento de corrección. Vuelo sitio web de planificación Skyvector y muy popular aplicación ForeFlight IOS ha construido en E6-B para ayudar a los pilotos a la hora de calcular sus partidas corregidos.
A pesar de digitales E6B son más fáciles de utilizar, en la actualidad, las escuelas de vuelo siguen enseñando sus lecciones sobre la base de mecánica E6-B y de la FAA piloto exámenes escritos y checkrides pilotos se les anima a llevar su mecánica E6-B con ellos para los cálculos necesarios.